# Municipio de De Bastrop
El municipio de De Bastrop (en inglés: De Bastrop Township) es un municipio ubicado en el condado de Ashley, en el estado estadounidense de Arkansas. En el censo del año 2010 tenía una población de 319 habitantes.Tiene una población estimada, en 2019, de 243 habitantes.

## Geografía
El municipio de De Bastrop se encuentra ubicado en las coordenadas 33°6′49″N 91°31′46″O / 33.11361, -91.52944. Según la Oficina del Censo de los Estados Unidos, el municipio tiene una superficie total de 83.23 km², de la cual 83,23 km² corresponden a tierra firme y (0 %) 0 km² es agua.

## Demografía
Según el censo de 2010, había 319 personas residiendo en el municipio de De Bastrop. La densidad de población era de 3,83 hab./km². De los 319 habitantes, el municipio de De Bastrop estaba compuesto por el 34,48 % blancos, el 61,44 % eran afroamericanos, el 3,45 % eran de otras razas y el 0,63 % eran de una mezcla de razas. Del total de la población el 4,7 % eran hispanos o latinos de cualquier raza.